# 佩德罗二世医院
佩德罗二世医院（葡萄牙语：Hospital Pedro II）是巴西东北部伯南布哥州首府累西腓的一所医院。它始建于1847年，在1861年开业。负责设计的工程师是何塞·阿尔维斯·费雷拉（José Mamede Alves Ferreira），他还设计了伯南布哥文理中学（Ginásio Pernambucano）和监狱（今累西腓文化之家，Casa da Cultura）。

## 历史

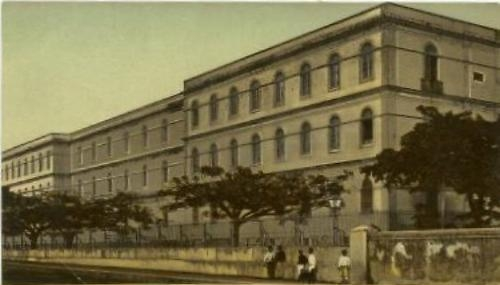
佩德罗二世医院，1910年

佩德罗二世医院在1847年3月25日奠基，1861年3月10日开业。此前在1859年，在一楼放了一个球，以纪念当时正经过累西腓的皇帝佩德罗二世。
它长期被伯南布哥联邦大学用作学校医院，名为内科医院（Hospital das Clínicas）。内科医院迁到大学城新址后，佩德罗二世医院大楼一度改由巴西卫生部的区域委员会使用。 后来又再次改为学校医院。